# KGM・レクストン
レクストン (REXTON)は、韓国のKGモビリティ（旧・双龍自動車）が製造・販売している中型SUVである。

## 歴代モデル

### 初代 (2001年 - 2017年)
4WDシステムはトルク・オン・デマンド式を採用（かつていすゞのSUVに使われていたタイプとほぼ同等）。
- 2001年8月：販売開始、2900cc ディーゼルエンジン（120馬力）を搭載。
- 2001年11月：3200cc ガソリンエンジン（220馬力）搭載車を追加。
- 2003年7月：新グレード「XJ290」を追加。
- 2003年12月：一部改良、2700cc XDiエンジン（170馬力）を搭載。
- 2005年4月：一部改良、2700cc NEW XDiエンジン（176馬力）を搭載。
- 2006年3月：マイナーチェンジ、名称を「レクストン II」に改称。2700cc XDi XVTエンジン（191馬力）を搭載。
- 2007年10月：一部改良、名称を「レクストン II ユーロ」（スーパーレクストン）に改称。2700cc XDi XVTエンジン（CDPFシステム搭載、186馬力）を搭載。
- 2012年5月：ビッグマイナーチェンジ。新開発の2.0Lコモンレール式ディーゼルエンジン「e-XDi200 LET（Low End Torque）」+5ATを搭載し、名称を「レクストン W」に改称。尚、「W」は「Work of Art」の頭文字で、「新たに誕生したニュープレミアムSUV」を意味する。
- 2017年5月：後継車種「G4レクストン」の登場により在庫のみとなり、完売したため終了。

### 2代目 (2017年 - )
「Y400」のコードネームで開発、2017年のソウルモーターショーにおいて「G4 レクストン」の名で世界初公開され、同年上半期に発表・発売予定とアナウンスされた。車名の「G4」とは走行性能（Driving Revolution）、安全性（Safety Revolution）、スタイル（Style Revolution）、ハイテク（High-tech Revolution）の4大革命（Great 4Revolution）を指し、レクストンブランドが培ってきたプレミアム性を継承・昇華させる意味合いが込められている。
当代においては、ブランド初となるピックアップ仕様の「レクストン スポーツ」も発表され、欧州市場においては、「レクストン　スポーツ」ではなく「ムッソ」の名で発表された。
ボディについては、高張力鋼板の使用率を先代の16.1%から81.7%へと大幅に引き上げたことで、シャシーへの部材追加やサブフレームなどによる補強を行うことなく高いボディ剛性を確保している。
海外市場へは先代同様「レクストン」の名で輸出され、6速MTも設定される。また、インド市場においては、親会社であるマヒンドラ&マヒンドラにて「アルトゥラスG4」として2018年11月より販売を開始。
- 2017年4月25日：韓国にて「G4レクストン」の名で発表。エンジンは先代からキャリーオーバーされる2.2Lのe-XDi200 LET+メルセデス・ベンツ制の7速ATのみ。サイズは先代より一回り大きくなり、韓国国内におけるライバルをキア・モハベとしている。

- 2018年1月9日：韓国にて、ピックアップ版の「レクストン スポーツ」を発表・発売開始。メカニズムの大半をG4レクストンからの流用としつつ、後部を専用設計としている。尚、レクストンスポーツの登場により、コランドスポーツは廃止された。
- 2018年11月16日：インドにて、マヒンドラ&マヒンドラがG4レクストンのマヒンドラ版となる「アルトゥラスG4」 (Alturas G4) の概要を発表[2]。24日から発売が開始される。

- 2019年1月3日：韓国にて、レクストンスポーツのロング版「レクストン スポーツ カーン（KHAN）」を発表・発売開始。いずれもレクストンスポーツ比でホイールベースを110㎜延ばし3,210㎜に、荷台部分を310㎜延ばして全長が5,405㎜へと変更されている。また、専用のフロントグリルや専用リヤエンブレムも備える。尚、海外市場では「ムッソ グランド（MUSSO GRAND）」の名で販売される。

- 2020年11月4日：韓国にてG4レクストンのマイナーチェンジ版となる2021モデル「ALL NEW REXTON」を発表。エクステリアは特にフロント周りが大幅に改良され、スリーサイズこそ不変だが、4連タイプのLEDヘッドライトを新たに採用し、ラジエーターグリルを大型化し、クローム部分を拡大。バンパーデザインも一新した。新グレードとして「The BLACK」を設定し、専用ブラックアウトラジエーターグリル、20インチアルミホイール、スエード調インテリアなどが標準装備される。2.2Lディーゼルエンジンは最高出力が従来の187PSから202PSまで引き上げられ、新開発の8速ATと組み合わされた。8速ATのセレクターレバーは双龍初となるジョイスティック型の電子シフトシステム（SBW）を採用。インパネは一新され、新たに12.3インチの大型モニターが内蔵された。運転支援システムを新たに導入し、インテリジェントアダプティブクルーズコントロール(IACC)は前方とサイドのアシストだけでなく、斜め後方支援(BSW)、リアクラッシュアシスト(BSA)、車線逸脱防止支援(LCWS)、ナビゲーションインターロック安全速度制御(SSA)、リア近隣衝突アシスト(RCTA)、安全降車警告(SEW)とリンクすることで、さらなる安全性を高めている。尚、この改良を機に、車名が他国向け同様の「レクストン」に戻された。
- 2021年4月：韓国にてレクストンスポーツとレクストンスポーツ カーンをマイナーチェンジ。ともに大型の横桟クロームグリルを採用。カーンは「K H A N」の文字を上部にあしらった専用デザインとなる。尚、時期を前後して海外向けも同様に改良が施されているが、ムッソとムッソ グランドのグリルは共通である。2.2Lディーゼル+6速AT（海外仕様は6速MTの設定もアリ）のパワーユニットに変更はない。
- 2025年3月：新型ピックアップ「ムッソ EV」の登場を機に、ピックアップシリーズはすべて「ムッソ」ブランドを名乗ることとなったため、「レクストンスポーツ」は「ムッソスポーツ」、「レクストンスポーツ カーン」は「ムッソ カーン」にそれぞれ改名、レクストンのラインナップから切り離されることになった。

## 韓国軍での採用
2012年12月21日、租税日報が伝えるところによると、韓国軍が雙龍自動車の2012年モデルのレクストンWとコランドスポーツを指揮巡察および作戦遂行に使用する野戦指揮車として採用する事を決定し、同年中に99台が雙龍・平沢(ピョンテク)工場より軍への納入が開始されたという。市販車両が軍用車へ改造・転用された例としては、陸上自衛隊の73式小型トラック(ラダーフレーム構造時代の三菱・パジェロベースの(新)型)や、ピックアップトラックなどをベースに反政府武装勢力を中心に製作・運用されるテクニカルなどの事例が存在するが、4WDといえどもレクストンやコランドのようなモノコック構造のSUVという、乗用車とほぼ変わらない車両がそのままの形態で野戦向け軍用車として採用される事例は類例があまり見られないものである。自衛隊でも業務車1号、同2号、同3号としてSUVなど市販車両の採用例はあるが、飽くまでも駐屯地業務用としてのもので、実戦を前提とした用途では使用されていない。
なお、雙龍によると今回納入される車両は迷彩塗装、悪路走行向けの大径タイヤ、ホイールへの交換が施された特別仕様であり、韓国の地形に合わせてプログラムを再調整したe-XDi200LETエンジン、自動変速機、ABS、運転席・助手席エアバッグ、カーエアコンなどの装備により、実戦での運用にも支障は発生しないとしている。

## 日本への販売
日本では、福岡県に本社を置くオートレックスが、2007年頃まで輸入販売を行っていた。

## 車名
ラテン語で「王家、国王」を意味する"REX"＋英語で「品格、気品」を意味する"TONE"からの造語で、「王家の品格」という意味を持っている。
2代目のサブネームである「G4」は4つの革命(Great 4 Revolution)、すなわち、走行性能(Driving Revolution)、安全性(Safety Revolution)、スタイル(Style Revolution)、ハイテク(High-tech Revolution)を指している。

## リンク
- 雙龍自動車
- レクストン
- レクストンスポーツ
- レクストンスポーツ　カーン
- レクストン II ユーロ
- レクストン（日本仕様、オートレックス内特設ページ）
- マヒンドラ・アルトゥラスG4